# Anthophora porterae
Anthophora porterae es una especie de abeja del género Anthophora, familia Apidae. Fue descrita científicamente por Cockerell en 1900.

## Distribución geográfica
Esta especie es nativa de los Estados Unidos y México, habita en América Media y del Norte.